# Luká
Luká település Csehországban, a Olomouci járásban. Luká Vilémov, Slavětín, Hvozd, Polomí, Bohuslavice, Loučka, Bouzov és Litovel településekkel határos. Lakosainak száma 903 fő (2024. január 1.).

## Népesség
A település lakosságának változását az alábbi diagram mutatja:
| Lakosok száma | 1476 | 1471 | 1389 | 944  | 932  | 764  | 841  | 867  | 883  | 903  |
|               | 1869 | 1890 | 1921 | 1950 | 1980 | 2001 | 2017 | 2019 | 2022 | 2024 |